# Ервін Панофскі
Ервін Панофскі (нім. Erwin Panofsky; 30 березня 1892, Ганновер — 14 березня 1968, Принстон) — німецький та американський історик і теоретик мистецтва. Один з найвизначніших представників німецького мистецтвознавства 1920-х років та американської мистецтвознавчої школи 1930-х — 1960-х років.

## Біографія
Народився 30 березня 1892 року в Ганновері в родині комерсанта, що походив з сілезьких євреїв. Його дитячі та перші юнацькі роки пройшли в Берліні. 1901–1910 роках він навчався в гімназії Йоахіма, яка спеціалізувалася на поглибленому вивченні давніх мов. Вивчав історію мистецтв та філософію в Берлінському, Мюнхенському та Фрайбурзькому університетах. З 1911 року в берлінському семінарі Генріха Вельфліна Панофскі зайнявся темою «Теоретичні аспекти вчення про мистецтво Альбрехта Дюрера», до якої пізніше він неодноразово повертався. Творчості Дюрера була присвячена дипломна робота 1914 року, його книга «Теорія мистецтва Дюрера, розглянута в її відношенні до теорії мистецтва в італійців» (1915), дисертація 1922 року, а також книга про гравюри Дюрера «Меланхолія I», написана спільно з Ф. Саклем (1923).
1916 року Ервін Панофскі одружився з Дорою Моссе, у співавторстві з якою пізніше написав дві книги: «Скринька Пандори» (1956) та «Одісеєва галерея в Фонтенбло» (1958).
З 1921 року почав викладати в Гамбурзькому університеті. З 1926 року обійняв там посаду професора історії мистецтв. 1931 року Ервіна Панофскі запросили прочитати курс лекцій в Нью-Йоркському університеті, що поклало початок його зв'язків з американськими мистецтвознавцями. З приходом до влади нацистів 1933 року Панофскі був звільнений з Гамбурзького університету через єврейське походження, але разом з дружиною зміг емігрувати до США, де прожив 35 років. Панофскі блискуче опанував англійську мову й згодом став читати лекції й писати праці англійською. Спочатку працював професором мистецтвознавства в Нью-Йоркському університеті, потім на посаді професора поетики у Гарвардському університеті, а пізніше й до кінця життя в Інституті перспективних досліджень у Принстоні. У Принстоні Панофскі познайомився з Альбертом Ейнштейном, з яким у нього зав'язалася довга дружба. У 1999 року у факультетському житловому комплексі інституту було створено «Провулок Панофскі», названий його честь.
У 1954 році він став іноземним членом Королівської академії мистецтв та наук Нідерландів. Після виходу на пенсію 1962 року Ервін Панофскі продовжував читати курси лекцій, публікував нові праці. 1962 року був обраний почесним доктором університету в Західному Берліні.
Син — фахівець з ядерної фізики Вольфганг Панофскі.

## Науковий доборок

### Іконологічний метод
Ервін Панофскі, розробляючи ідеї Абі Варбурга та його учня Фрица Заксля, запровадив у мистецтвознавство поняття іконології. Цій темі була присвячена його праця про гравюри Дюрера «Melancolia I», а також пізніше дослідження «Studies in Iconology». Панофскі розрізняє такі поняття, як «іконографія» та «іконологія». Іконографія — це аналітичний спосіб дослідження витвору мистецтва, який вивчає його зміст через призму текстових джерел та візуальних конвенцій. Іконологія є синтетичним способом дослідження витвору мистецтва, за допомогою якого вивчається символічна складова твору та його конотативні значення, що випливають з загального культурного простору епохи, в яку з'явився цей твір. За Панофскі, інтерпретація витвору мистецтва має проходити три етапи:
- доіконографічний аналіз, семантика: що зображено?
- іконографічний аналіз, синтаксис: як зображено?
- іконологічна інтерпретація, прагматика: що це означає?

При цьому Панофскі вирізняє три рівні дослідження твору мистецтва:
- Твір як феномен (Phänomensinn),
- Значення твору (Bedeutungssinn),
- Твір як документ (Dokumentsinn).

Іконологічний метод є одним з найважливіших інструментів аналізу не лише в мистецтвознавстві, але й в історичних науках та культурології. Останнім часом іконологічний підхід плідно використовується й у комунікаційних дослідженнях.

### Твір мистецтва як симптом
Панофскі розглядав твір мистецтва як своєрідний симптом або характерний прояв певної культурно-історичної ситуації, що виражається як у виборі теми, так і в стилі. Тобто кожна епоха історії мистецтва має свої специфічні теми й поняття. Панофскі аналізує такий неоплатонівський підхід до мистецтвознавства у своїй праці «Ідеї» (1924).

### Перспектива як символічна форма
Аналізуючи зв'язки між формами релігійної, мистецької та наукової думки Ренесансу, Панофскі використовує концепцію Ернста Кассірера про символічні форми. Символічна форма є поняттям, що інтерпретує мистецький твір як сукупність асоціацій, притаманних певній культурі. Ця сукупність асоціацій визначає сприйняття твору, надаючи йому колективного характеру певної епохи.
Аналіз твору як символічної форми має дві складові:
- Теоретичну складову, яка постулює, що, наприклад, перспектива епохи Відродження спирається на філософію простору, яка своєю чергою узгоджується з філософією зв'язку суб'єкта і світу.
- Історичну складову, яка досліджує спосіб, яким митці минулих епох (тут — середньовіччя), розв'язували проблему відображення об'єктів.

Хоча існує багато варіантів проектування тривимірної реальності на двовимірній площині, саме принципи перспективи, закладені в епоху Ренесансу, є основою всіх систем, оскільки вони поєднують світ суб'єкта і світ об'єкта.

## Основні праці
- Die Theoretische Kunstlehre Albrecht Dürers (Dürers Ästhetik). Inauguraldissertation Freiburg. Georg Reimer, Berlin 1914.
- Dürers Kunsttheorie, vornehmlich in ihrem Verhältnis zur Kunsttheorie der Italiener. G. Reimer, Berlin 1915. (Neuauflage: Walter de Gruyter, Berlin/ Boston 2011, ISBN 978-3-11-150296-0)
- Die Gestaltungsprincipien Michelangelos besonders in ihrem Verhältnis zu denen Raffaels. Habilitation. Hamburg 1920, aus dem Nachlass hrsg. von Gerda Panofsky. (Walter de Gruyter 2014, ISBN 978-3-11-031047-4)
- Idea. Ein Beitrag zur Begriffsgeschichte der älteren Kunsttheorie. Leipzig/ Berlin 1924.[10]
- Die deutsche Plastik des elften bis dreizehnten Jahrhunderts. München 1924.
- Die Perspektive als «symbolische Form». In: Vorträge der Bibliothek Warburg 1924/1925. Leipzig/ Berlin 1927.
- Perspective as Symbolic Form (1927)[11]
- Hercules am Scheidewege und andere antike Bildstoffe in der neueren Kunst., Teubner, Leipzig/ Berlin 1930.
- Zum Problem der Beschreibung und Inhaltsdeutung. In: Logos. 21 (1932), S. 103–119.
- Studies in Iconology (1939)[12]
- The Life and Art of Albrecht Dürer (1943)[13]
- Gothic Architecture and Scholasticism (1951)[14]
- Early Netherlandish Painting: Its Origins and Character (1953)[15]
- Meaning in the Visual Arts (1955)[16]
- Pandora's Box: the Changing Aspects of a Mythical Symbol (1956) (with Dora Panofsky)[17]
- Renaissance and Renascences in Western Art (1960)[18]
- Tomb Sculpture: Four Lectures on Its Changing Aspects from Ancient Egypt to Bernini (1964)[19]
- Saturn and Melancholy: Studies in the History of Natural Philosophy, Religion, and Art (1964) (with Raymond Klibansky and Fritz Saxl)[20]
- Problems in Titian, mostly iconographic (1969)[21]
- Three Essays on Style (1995; ed. Irving Lavin):[22] «What Is Baroque?», «Style and Medium in the Motion Pictures», «The Ideological Antecedents of the Rolls-Royce Radiator». Intro. by Irving Lavin.

Листування
- Dieter Wuttke (Hrsg.): Erwin Panofsky. Korrespondenz 1910–1968. Eine kommentierte Auswahl in fünf Bänden. Harrassowitz Verlag, Wiesbaden.
  - Band I: Korrespondenz 1910–1936. 2001, ISBN 3-447-04448-9.
  - Band II: Korrespondenz 1937–1949. 2003, ISBN 3-447-04564-7.
  - Band III: Korrespondenz 1950–1956. 2006, ISBN 3-447-05373-9.
  - Band IV: Korrespondenz 1957–1961. 2008, ISBN 978-3-447-05784-4.
  - Band V: Korrespondenz 1962–1968. 2011, ISBN 978-3-447-06277-0.
  - Kumulationen. Ergänzungsband zur Erwin-Panofsky-Korrespondenz 1910 bis 1968. 2014, ISBN 978-3-447-10165-3